# 安德魯·李斯
安德魯·李斯（英語：Andrew Lees；1985年6月10日—）是一位澳大利亞演員。他出生在維多利亞州弗蘭克斯頓。在2005年至2007年期間，他曾在國立澳大利亞戲劇學院就讀。

## 外部連結
- Andrew Lees在互联网电影资料库（IMDb）上的資料（英文）